# Gante-Wevelgem de 2013
A 75.ª edição da Gante-Wevelgem disputou-se a 24 de março de 2013, sobre um traçado de 183 km depois de recortar em 45 km no dia anterior pela neve. O percurso incluiu 10 cotas (6 diferentes).
A corrida pertenceu ao UCI WorldTour de 2013.
Participaram 25 equipas (os mesmos que na E3 Prijs Vlaanderen-Harelbeke de 2013). Formando assim um pelotão de 200 ciclistas (o limite para corridas profissionais), de 8 corredores a cada equipa, dos que acabaram 70.
O ganhador final foi Peter Sagan quem impôs-se em solitário depois de atacar num grupo de fugidos. Depois dele chegaria dito grupo encabeçado por Borut Božič e Greg Van Avermaet, respectivamente.

## Classificação final
| Posição | Ciclista            | Equipa                  | Tempo             |
| ------- | ------------------- | ----------------------- | ----------------- |
| 1.      | Peter Sagan         | Cannondale              | 4 h 29 min 10 seg |
| 2.      | Borut Božič         | Astana                  | a 23 s            |
| 3.      | Greg Van Avermaet   | BMC Racing              | m.t.              |
| 4.      | Heinrich Haussler   | IAM                     | m.t.              |
| 5.      | Juan Antonio Flecha | Vacansoleil-DCM         | m.t.              |
| 6.      | Matthieu Ladagnous  | FDJ                     | m.t.              |
| 7.      | Bernhard Eisel      | Sky                     | m.t.              |
| 8.      | Stijn Vandenbergh   | Omega Pharma-Quick Step | a 24 s            |
| 9.      | Yaroslav Popovych   | Radioshack Leopard      | m.t.              |
| 10.     | Andrey Amador       | Movistar                | m.t.              |